# Marion Sicot
Marion Sicot (* 24. Juni 1992 in Orléans) ist eine französische Duathletin und Triathletin, die früher als Radsportlerin aktiv war.

## Werdegang
Marion Sicot wurde in Orléans geboren und wuchs in Saint-Martin-d’Abbat auf.
Im Juni 2019 wurde sie Neunte bei den französischen Meisterschaften im Straßenrennen (La Haie-Fouassière, 117,6 km) hinter Jade Wiel und Zehnte im Einzelzeitfahren (ITT) hinter Séverine Eraud.

### Dopingsperre 2019–2021
Marion Sicot wurde im Januar 2021 nach einem Test im Juni 2019 wegen des Nachweises von EPO für zwei Jahre gesperrt. Aktuell wird von der französischen Anti-Doping-Agentur (AFLD) geprüft, ob die auf zwei Jahre reduzierte Sperre auf vier Jahre erweitert wird.
Sie ist heute auch in Duathlon und Triathlon aktiv und im August 2021 wurde die 29-Jährige Dritte beim Embrunman auf der Langdistanz (3,8 km Schwimmen, 188 km Radfahren und 42,194 km Laufen).

## Sportliche Erfolge

### Bahn
2019
- Französische Meisterschaft – Zeitfahren, 10. Rang

### Straße
2019
- Französische Meisterschaft – Straßenrennen, 9. Rang

| Datum/Jahr    | Rang | Wettbewerb | Austragungsort | Zeit     | Bemerkung                                                 |
| ------------- | ---- | ---------- | -------------- | -------- | --------------------------------------------------------- |
| 15. Aug. 2021 | 2    | Embrunman  | Embrun         | 11:44:46 | auf der Langdistanz hinter der Australierin Carrie Lester |

(DNF – Did Not Finish)